# Circondario di Viersen
Il circondario di Viersen (targa VIE) è uno dei circondari (Kreis) della Renania Settentrionale-Vestfalia, in Germania.
Appartiene al distretto governativo (Regierungsbezirk) di Düsseldorf. Comprende 5 città e 4 comuni. Capoluogo e centro maggiore è Viersen.

## Città e comuni
Fanno parte del circondario nove comuni di cui cinque sono classificati come città (Stadt). Una delle città è classificata come grande città di circondario (Große kreisangehörige Stadt) le altre quattro sono classificate come media città di circondario (Mittlere kreisangehörige Stadt).
(Abitanti al 31 dicembre 2021)

### Città
- Kempen (media città di circondario) (34 562)
- Nettetal (media città di circondario) (42 508)
- Tönisvorst (media città di circondario) (29 257)
- Viersen (grande città di circondario) (77 523)
- Willich (media città di circondario) (50 133)

### Comuni
- Brüggen (15 907)
- Grefrath (14 734)
- Niederkrüchten (15 075)
- Schwalmtal (19 062)